# دولینسکا
شهر دولینسکا (به روسی: Долинська) در استان کیرووهراد در کشور اوکراین واقع شده‌است. جمعیت این شهر ۱۸,۴۶۰ نفر (۲۰۲۱ تخمینی) است.